# St. Bartholomäus (Weißenfeld)

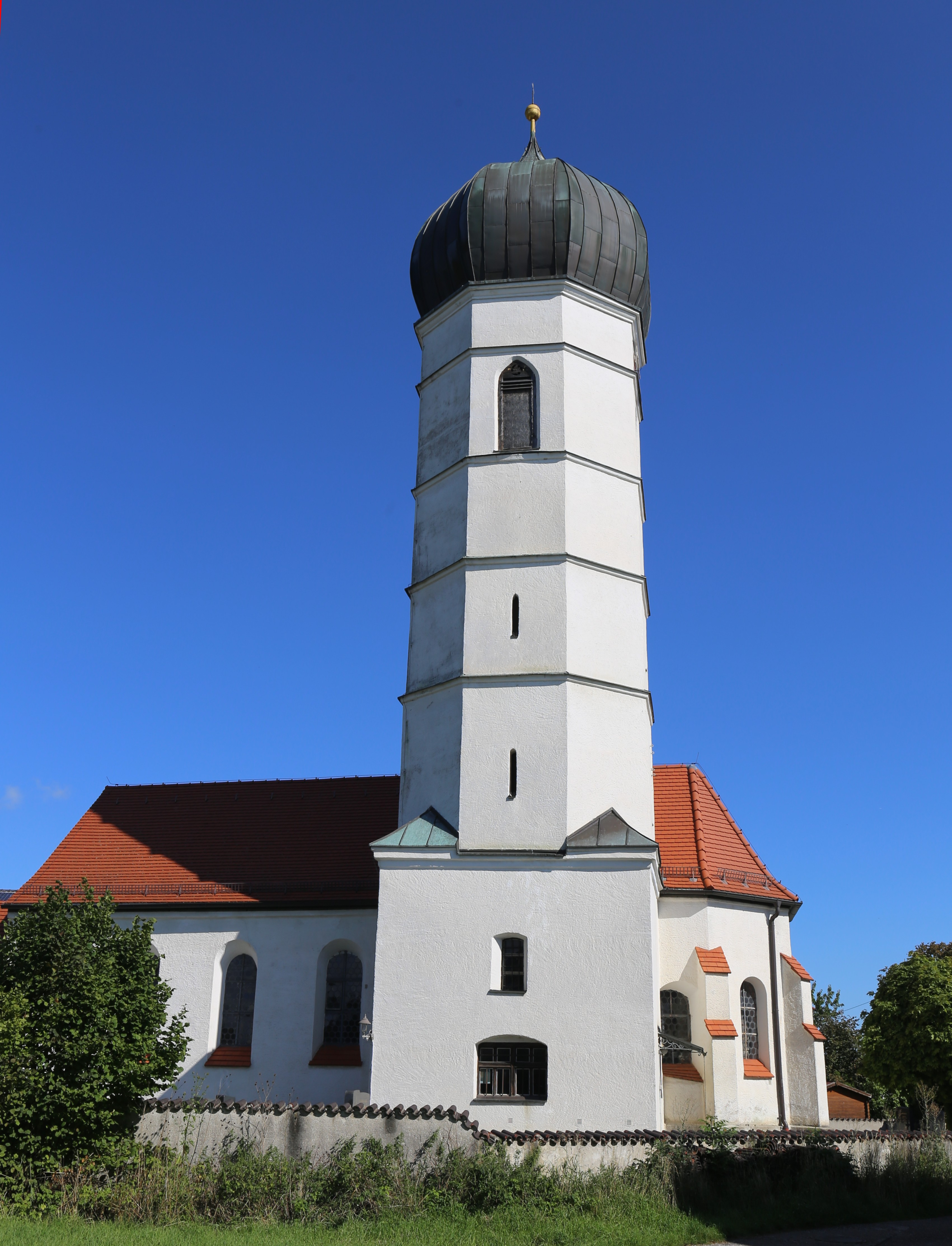
St. Bartholomäus in Weißenfeld

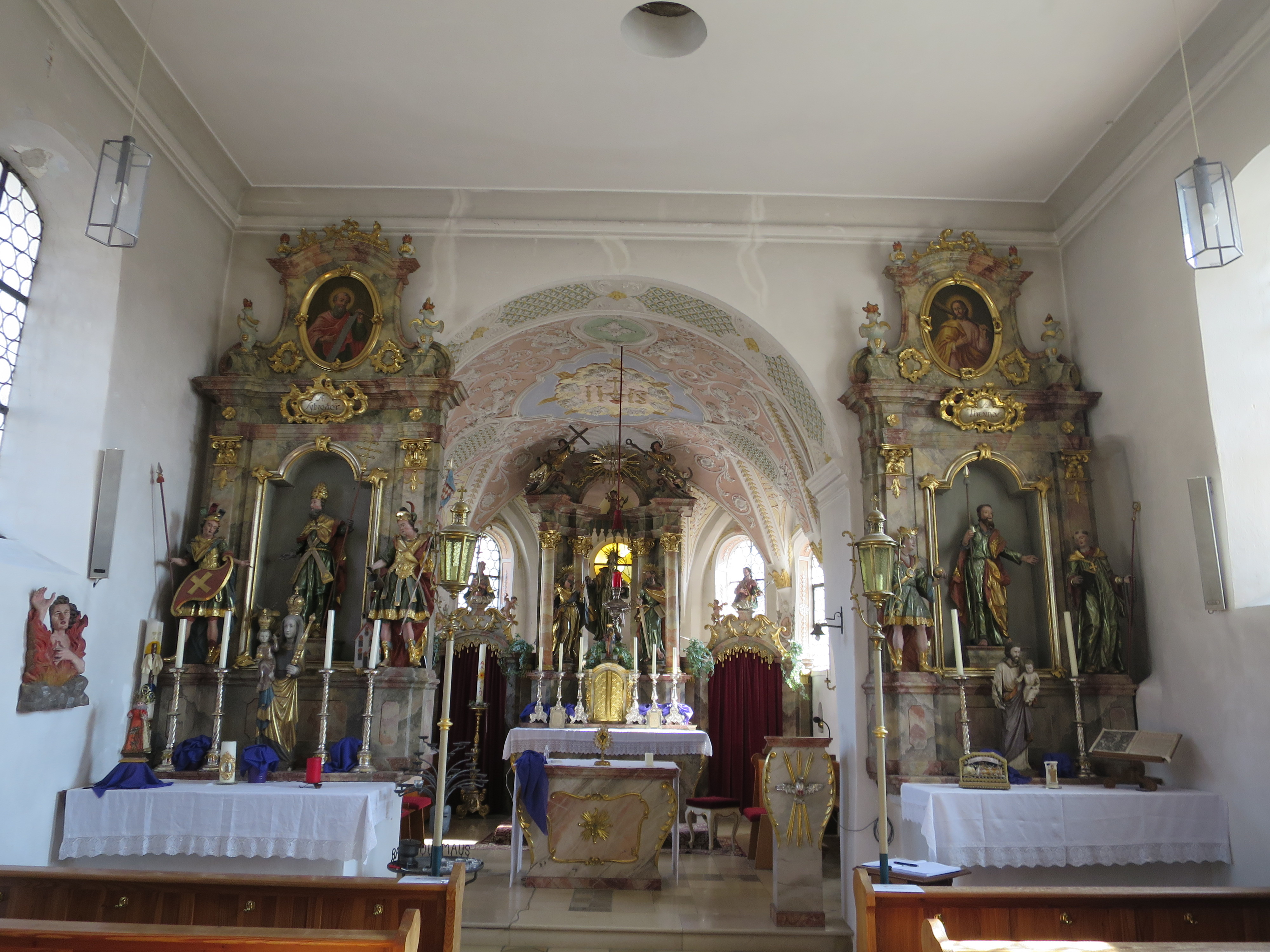
Innenansicht

Die römisch-katholische Filialkirche St. Bartholomäus steht in Weißenfeld, einem Gemeindeteil von Vaterstetten im oberbayerischen Landkreis Ebersberg. Sie ist in der Liste der Baudenkmäler in Vaterstetten unter der Nr. D-1-75-132-10 eingetragen. Die Kirche gehört zum Dekanat München-Nordost im Erzbistum München und Freising.

## Geschichte
Die Kirche ist erstmals 1315 im Urbar des Bistums Freising als Filialkirche der Pfarrei Ottendichl belegt. Die Fundamentgröße des viereckigen, aus Feldsteinen gemauerten Grundturms mit einer Mauerstärke von 1,53 m und einer Mauerhöhe von 5,30 m lässt vermuten, dass dieser ursprünglich als Flucht- oder Wehrturm genutzt wurde.
Für 1483 ist ein Neubau im gotischen Stil für den achteckigen Turmaufbau sowie für das angelehnte Langhaus nachweisbar. Das Patrozinium, dessen Wechsel in dieser Zeit üblich war, wird zum ersten Mal 1524 erwähnt. Auf Philipp Apians im Jahr 1568 erstellter Karte wird die Kirche mit einem Spitzturm dargestellt.
1720 wurde mit der Barockisierung des Chorbereiches begonnen. Den Baumeistern gelang es dabei, die Stilelemente des Barock in die gotische Bauart einzubeziehen, ohne die Grundmauern wesentlich zu verändern. Die auffallend prachtvolle Stuckatur wird dem Aiblinger Künstler Johann Schwarzenberger zugeschrieben. Weitere Arbeiten dieses Meisters können in der ehemaligen Pfarrkirche Ottendichl als auch in der bei Bad Aibling stehenden Wallfahrtskirche Weihenlinden belegt werden. Die Zwiebelhaube wurde um 1750 aufgebaut, das Kirchenschiff 1769/70 barockisiert. Ob damals bereits in das Turmdach das noch heute vorhandene, auffällige Fenster eingebaut wurde, ist nicht belegt. Aufgrund späterer Übermalung ist die damalige Innengestaltung nur ansatzweise rekonstruierbar. Nachweisbar ist, dass zumindest die Fensterlaibungen bemalt waren.
Ein schwerer Schaden entstand 1875, als das gotische Gewölbe einstürzte, das daraufhin durch die heute noch bestehende Flachdecke ersetzt wurde. Die in den Jahren 1652 und 1782 gegossenen Kirchenglocken wurden im Zweiten Weltkrieg eingeschmolzen. 1947 deckte ein Sturm die Zwiebelhaube ab, die im Jahr darauf mit Kupferblech erneuert wurde. Eine große Renovierung erfolgte ab 2007 mit der Erneuerung des einsturzgefährdeten Dachstuhls.

## Beschreibung
Der Kern des flachgedeckten Langhauses ist eindeutig romanisch, mit drei Fensterachsen und einer Mauerstärke von 85 cm. Der gotische Chor weist zwei Jochen und einen dreiseitigen Schluss auf. Zur Verstärkung des Chores sind außen Strebepfeiler angebracht, die auf das 15. Jahrhundert datiert werden können. An der Südseite steht der Turm mit achteckiger Kuppel. Die Ausstattung der Kirche ist dem bäuerlichen Rokoko zuzuordnen. Der überaus aufwändige weiße Stuckdekor auf rosa Grund im Chor weist halbfigurige Engel, geflügelte Engelsköpfe, Girlanden, Akanthusblätter, Palmzweige und Blumengewinde auf. Dieser Stuck erinnert an denjenigen in der Dreifaltigkeitskirche in Grafing, der 1748 von Johann Baptist Zimmermann angefertigt wurde, und dürfte aus der gleichen Zeit stammen. Der Hochaltar ist als offener Säulenaltar konzipiert. Mit zwei seitlichen Durchgängen nimmert dieser die gesamte Breite des Chores ein. Die Heiligen Petrus und Paulus flankieren die zurückgesetzte, in einem Halbrund stehende Figur des Hl. Bartholomäus. Der Kirchenpatron hält in der rechten Hand ein Messer, über seinem linken Arm hängt die ihm abgezogene Haut. Auf eine andere Legende, der zufolge er gekreuzigt worden sei, bezieht sich die volkstümliche Darstellung in acht Tafeln an der Emporenbrüstung; diese ist auf das 18. Jahrhundert datierbar. Auf dem linken Seitenaltar wird oben der Apostel Simon dargestellt, in der Mitte der hl. Silvester. Neben ihm stehen die Heiligen Georg und Florian. Auf dem rechten Seitenaltar stehen links der Apostel Judas Thaddäus, mittig der Apostel Thomas und rechts der Hl. Leonhard.